# ロナバイト
ロナバイト (ronnabyte) はデータの量やコンピュータの記憶装置の大きさを表す単位。RBと略記される。
二通り使える理由については二進接頭辞の項を参照。
なお、290バイトについてはロビバイトとも言い表すことができる。